# Outchatarounounga
Outchatarounounga, ime u ranim francuskim dokumentima za jednu lokalnu skupinu Algonquin Indijanaca iz jugoistočne Kanade. Spominje ih Peter Esprit Radisson u svom 'Putovanju...' uz niz drugih algonkinskih skupina za koje kaže da su mnoge uništene od strane Irokeza. Sultzman ih na svom popisu nabraja među Algonkinima. 